# Morteza Tavakoli

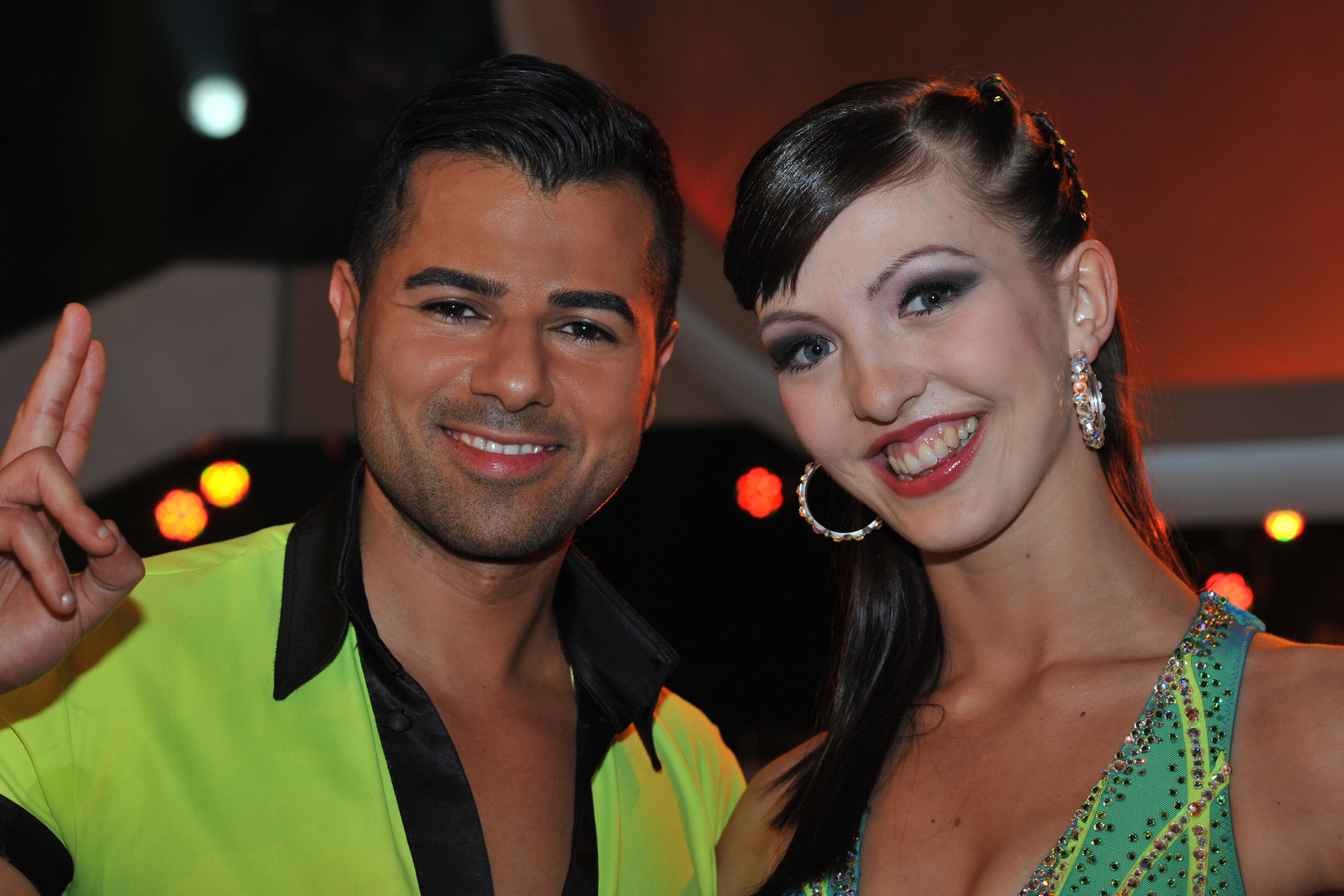
Morteza Tavakoli mit Julia Burghardt bei Dancing Stars (2014)

Morteza Tavakoli (* 22. März 1982 in Teheran, Iran) ist ein österreichischer Filmschauspieler.

## Leben
Geboren im Iran, kam Morteza Tavakoli als Fünfjähriger 1987 mit seinen Eltern nach Österreich. Zu jener Zeit befand sich der Iran im Krieg mit dem Irak. Neben der deutschen Sprache spricht Tavakoli fließend Persisch und Englisch. Seit seiner Kindheit lebt er in Wien.
Schon als Kind stand er zeitweise als Schauspieler in kleinen Nebenrollen auf Wiener Theaterbühnen. 1991 folgte seine erste kleinere Filmrolle in der Filmkomödie I Love Vienna. Seine erste Hauptrolle verkörperte er 2002 im Filmdrama Rocco unter der Regie von Houchang Allahyari. Von 2003 bis 2005 studierte Tavakoli am bekannten Lee Strasberg Theatre and Film Institute in New York City Schauspiel.
2007 gewann er mit dem Stück "The Brig" mit dem The Living Theatre den renommierten Obie Award.
In Österreich stand Tavakoli 2008 in Das jüngste Gericht an der Seite von Tobias Moretti und Christoph Waltz sowie 2009 im kontroversiell diskutierten Fernsehkrimi Tatort: Baum der Erlösung vor der Kamera. Seit 2009 kann man ihn an der Seite von Ursula Strauss in der Krimiserie Schnell ermittelt als türkischen Computeranalytiker Kemal Öztürk sehen. 2012 bis 2013 war er Teil der Krimiserie Janus, in der er den wissenschaftlichen Mitarbeiter Sebastian Afshar verkörperte.
Im Jahr 2014 nahm er als Kandidat bei der vom ORF produzierten Show Dancing Stars teil.
2015 gründete er das „Acting Center Tavakoli“, an dem er seither Schauspiel unterrichtet.

## Filmografie (Auswahl)
- 2008: Das jüngste Gericht
- 2009: Tatort: Baum der Erlösung
- seit 2009: Schnell ermittelt (Fernsehserie)
- 2013: Janus (Fernsehserie)
- 2017: Teheran Tabu
- 2019: Morgen sind wir frei
- 2019: Landkrimi – Das dunkle Paradies
- 2022: Tatort: Alles was Recht ist

## Auszeichnungen
- 2007: Obie Award für Bestes Broadwaystück und Bestes Ensemble mit "The Brig"[2]